# Kaspar Zeiler
Kaspar Zeiler (* 1594 in Mainwangen; † 4. Juli 1681 in Augsburg) war Generalvikar und Weihbischof des Bistums Augsburg.

## Leben
Kaspar Zeiler wurde als eines von sechs Kindern des gelernten Müllers Jakob Zeiler und seiner Frau Dorothea, geborene Schwarz, in Mainwangen – heute ein Ortsteil der baden-württembergischen Gemeinde Mühlingen im Landkreis Konstanz – geboren. Sein Großvater, der Müller Bathalomä Zeiler, war Vogt (= Ortsoberhaupt) von Mainwangen.
Nach dem Besuch des Jesuitenkollegs in Ingolstadt absolvierte Zeiler ein Studium der Theologie und Philosophie an der Universität Ingolstadt, das er 1618 mit dem Magister der Philosophie abschloss.
Nach dem Empfang der Priesterweihe im Jahr 1621, führte ihn seine erste Stelle in die Diözese Eichstätt: In der zum Herzogtum Pfalz-Neuburg gehörenden Stadt Monheim hatte er sich um die Wiederherstellung des katholischen Glaubens in der Bevölkerung zu bemühen.
1623 wurde Zeiler zum Bistumspönitentiar ernannt, ein Jahr später erlangte er die Doktorwürde, und 1627 wurde er Kanonikus in St. Moritz in Augsburg. Im Januar 1630 erfolgte durch Bischof Heinrich von Augsburg Zeilers Ernennung zum Generalvikar des Bistums. Dieses Amt übte er 44 Jahre aus. 1640 wurde Zeiler zum Dekan gewählt.
Am 30. Januar 1645 wurde er zum Titularbischof von Adramyttium ernannt und zum Weihbischof in Augsburg bestellt. Die Bischofsweihe spendete ihm am 5. März 1645 Johann Fiernhammer, Weihbischof in Freising. Am 25. Juni 1646 wurde er zum Apostolischen Administrator der Augsburger Diözese ernannt. Nach dem Tod des Fürstbischofs Heinrich V. von Knöringen im Jahr 1646 übernahm er bis 1665 praktisch alle bischöflichen Funktionen, da der neue Fürstbischof Sigismund Franz weder die Priester- noch die Bischofsweihe besaß.
Im Februar des Jahres 1681 wurde Kaspar Zeiler aus Altersgründen – er war unter anderem fast völlig erblindet – aus dem Amt des Weihbischofs entbunden. Sein Nachfolger wurde Johannes Eustache Egolf von Westernach (1649–1707).

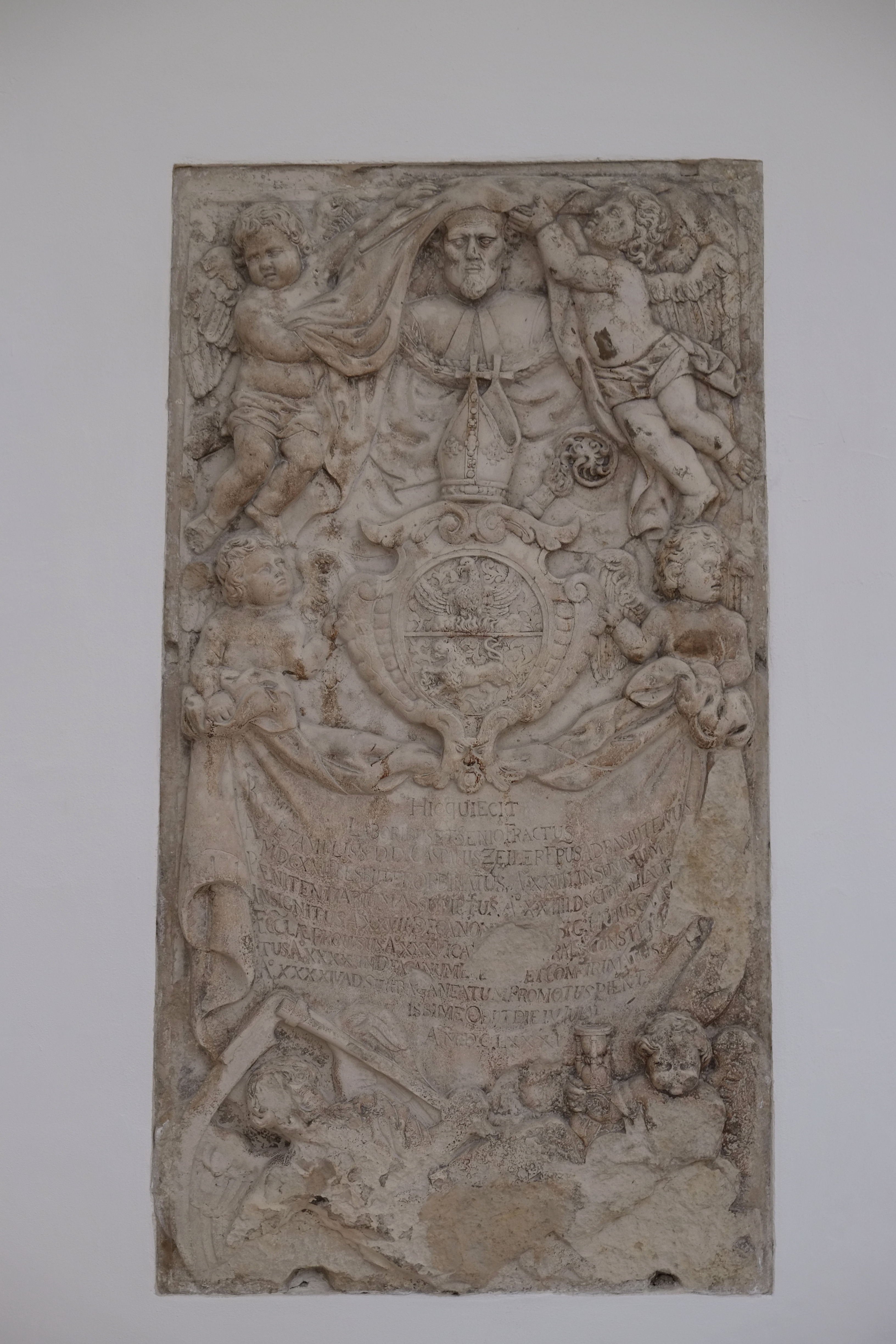
Epitaph für Kaspar Zeiler in der Augsburger St. Moritz-Kirche

Nur fünf Monate später, am 4. Juli 1681, starb Kaspar Zeiler in Augsburg und wurde in der St.-Moritz-Kirche beigesetzt. Sein Beichtvater, Christoph Bechtlin, hielt während des Begräbnisses die Rede.
In der Kirche erinnert ein Epitaph, das im oberen Teil eine von zwei Putten enthüllte Büste Zeilers zeigt, an ihn.
In seinem Testament hatte Zeiler verfügt, dass sein gesamtes Barvermögen dem Prälaten von Gallmannsweil, dessen Pfarrei während des Dreißigjährigen Krieges mit der Mainwanger Pfarrei in Zeilers Heimatort zusammengelegt worden war, übergeben und von diesem angelegt werden sollte. Die Zinsen wurden jährlich an seine Geschwister (?) Martha und Johann Zeiler sowie nach deren Tod für wohltätige Zwecke ausbezahlt.

## Ehrung
In Mainwangen ist Zeiler zu Ehren die Verbindungsstraße zwischen Meßkircher Straße und Doktor-Karl-Ott-Straße als Bischof-Zeiler-Weg benannt.